# 박종길 (체육인)
박종길(朴鍾吉)은 대한민국의 체육인이다. 

## 학력
- 이리농림고등학교 졸업
- 광운대학교 경영학 학사
- 고려대학교 교육대학원 석사

## 경력
- 1974년: 제7회 테헤란 아시안게임 남자사격 국가대표 선수
- 1978년: 제8회 방콕 아시안게임 남자사격 국가대표 선수
- 1978년: 제42회 서울 세계사격선수권대회 국가대표 선수
- 1982년: 제9회 뉴델리 아시안게임 남자사격 국가대표 선수
- 1986년: 제10회 서울 아시안게임 남자사격 국가대표 선수
- 1987년: 광운대학교 사격부 감독
- 1992년~1996년: 사격 국가대표 감독
- 2011년 1월~2013년 3월: 대한체육회 태릉선수촌장
- 2011년: 대한체육회 선수위원회 부위원장
- 2011년~2013년: 목동사격장 대표
- 2012년: 런던올림픽 선수단 총감독
- 2013년 3월~2013년 9월: 문화체육관광부 제2차관
- 2015년 11월~2017년 2월: 새누리당 전라북도당 익산시을 당원협의회 운영위원장
- 2017년 2월~2018년 9월: 자유한국당 전라북도당 익산시을 당원협의회 운영위원장
- 2021년 9월~2021년 11월: 국민의힘 윤석열 제20대 대통령 선거 예비후보 공정개혁포럼 발기인
- 2022년 1월~: 앞서가는시민들의모임 발기인

## 수상
- 1974년: 제7회 테헤란 아시안게임 남자사격 동메달
- 1974년: 체육훈장
- 1978년: 제8회 방콕 아시안게임 남자사격 금메달
- 1979녀: 체육훈장 거장상
- 1979년: 대한민국 체육상
- 1982년: 제9회 뉴델리 아시안게임 남자사격 금메달
- 1986년: 체육훈장 맹호장
- 1986년: 제10회 서울 아시안게임 남자사격 금메달
- 2013년: 제18회 코라콜라 체육대상 공로상

| 전임 김용환 | 제5대 문화체육관광부 제2차관 2013년 3월 13일~2013년 9월 10일 | 후임 김종 |